# Amfiteátr Lochotín
Amfiteátr Lochotín je venkovní amfiteátr severně od centra Plzně na adrese Pod Vinicemi 928/6, částečně ležící v prostoru Lochotínského parku. Postaven byl podle návrhu architektů Františka Sammera a Stanislava Sudy, zprovozněn byl roku 1961. S původní kapacitou více než 30 000 diváků se řadí k největším stavbám svého druhu na celém území někdejšího Československa. Stavba sousedící s areálem plzeňské zoo je využívána jako letní kino (po roce 2015 již minimálně) či koncertní prostor.

## Historie

### Vznik
Umístění lochotínského amfiteátru bylo navrženo na severním svahu kopce takřka na rozhraní městských částí Lochotín a Vinice na pozemku někdejší Kodetovy zahrady a části Lochotínského parku. Samotná výstavba v rámci akce "Z" začala občanskou svépomocí v roce 1951, dokončena a zprovozněna byla roku 1961. Původně byla koncipována pro 20 000 návštěvníků, tento počet byl však během řady pořádaných akcí překračován přes hranici 30 000 diváků. Svou kapacitou i rozměry promítacího plátna se tak řadilo k největším v zemi. Roku 1963 se do sousedství amfiteátru přesunula plzeňská zoologická a botanická zahrada.
V amfiteátru se následně odehrála řada filmových premiér či promítání v rámci filmové festivalu Finále Plzeň fungujícího v letech 1968 až 1969 až do jeho normalizačního úředního zákazu. V úterý 7. července 1964 zde shlédlo premiéru filmu Limonádový Joe aneb Koňská opera v hlavní roli s Karlem Fialou 20 000 tisíc diváků, tedy vyprodané hlediště.

### Porta
V 80. letech amfiteátr opakovaně hostil některé programy soutěžního hudebního festivalu Porta, původně vzniknuvšího v roce 1967 v Ústí nad Labem, jehož hlavní část se povětšinou odehrávala v amfiteátru na nedalekém Výstavišti. První ročník se zde odehrál v roce 1981 a pravidelně se zde konal až do roku 1991, kdy byl opět přesunut do dalších měst.

### Mírový koncert Olafa Palmeho
15. září 1987 se zde konal tzv. Mírový koncert na počest zavražděného švédského politika Olafa Palmeho, který protestoval proti jadernému zbrojení. Koncert měl multižánrový charakter, tudíž se na pódiu představilo hned několik umělců různých žánrů jako např. rock, pop, nová vlna. Na koncert byli přizváni hosté z Německa: Die Toten Hosen, Einstürzende Neubauten, Haindling (NSR) a NO 55 (NDR). Z "domácích" umělců měli vystoupit: Dalibor Janda, Miroslav Žbirka se skupinou Limit, Stromboli, Cop a Michal David. Koncert se pořadatelům vymkl z rukou, jakmile na pódiu vystoupila západoněmecká formace Die Toten Hosen, která porušila časový harmonogram a vystoupila mnohem dříve. Na koncertě vystoupil mj. zpěvák Michal David, který ale musel vystoupení po několika minutách zrušit, protože jej převážně punkové publikum nepřijalo příliš pozitivně, když na něj házelo napodobeninu gumového granátu nebo kamení. Pankáči se poté porvali s příslušníky VB a plánované vystoupení skupiny Einstürzende Neubauten bylo zrušeno, neboť její členové byli odvezeni za hranice.
Zisk z vybraného vstupné byl věnován na fond míru a solidarity.

### Po roce 1989
Areál zůstal po sametové revoluci v majetku města a byl nadále využíván k promítání a kulturním událostem. Opakovaně zde vystupovaly přední české hudební skupiny jako např. Lucie, z nejznámějších zahraničních interpretů se zde roku 2016 představil s vlastním hudebním projektem britský zpěvák Robert Plant, frontman zaniklé skupiny Led Zeppelin. V amfiteátru se taktéž konaly ročníky hudebních festivalů Metalfest či Kryštof Kemp.
V letech 2014 až 2015 prošel areál amfiteátru rozsáhlou rekonstrukcí za bezmála 35 milionů korun.